# Stenträjon
Stenträjon är en träjonväxtart som beskrevs av Aleksandr Vasiljevitj Fomin. Dryopteris oreades ingår i släktet Dryopteris och familjen Dryopteridaceae. Inga underarter finns listade.